# Carmen (film 1983)
Carmen – hiszpański film muzyczny z 1983 roku w reżyserii Carlosa Saury, oparty na noweli Carmen autorstwa Prospera Mériméego. Film jest drugą częścią trylogii taneczno-muzycznej. Pierwsza to Krwawe gody (1981), a trzecia to Czarodziejska miłość (1986).
W filmie wykorzystano muzykę z opery Carmen Bizeta.

## Fabuła
Sławny choreograf Antonio przygotowuje wraz z zespołem balet "Carmen". Antonio ciągle nie jest pewien kto zagra rolę tytułową. Wkrótce znajduje tancerkę, która spełnia jego wyobrażenia o Carmen. Nieoczekiwanie nawiązują ze sobą romans.

## Obsada[1]
- Laura del Sol – Carmen
- Antonio Gades – Antonio
- Paco de Lucía – Paco
- Marisol – Pepa Flores
- Cristina Hoyos – Cristina
- Juan Antonio Jiménez – Juan
- José Yepes – Pepe Girón
- Sebastián Moreno – Escamillo

## Nagrody i wyróżnienia
W 1984 roku film otrzymał Nagrodę BAFTA w kategorii najlepszy film zagraniczny.